# Óscar Rodríguez Bonache
Óscar Rodríguez Bonache (Madrid, 17 febbraio 1974) è un ex cestista spagnolo.